# Problema difícil de la consciencia
El problema difícil de la consciencia (también, el problema de la experiencia consciente («hard problem of consciousness», en inglés) es el problema de explicar cómo y por qué tenemos qualia o experiencias fenoménicas y cómo las sensaciones adquieren características, como colores y sabores. David Chalmers, quien introdujo el término de «problema difícil» de la consciencia, contrasta esto con los «problemas fáciles» o «soft problems» de explicar los correlatos neurales de la consciencia: la habilidad de discriminar, integrar información, reportar estados mentales, poner atención, etc. Los problemas fáciles son sencillos porque todo lo que se requiere para solucionarlos es especificar un mecanismo que lleve a cabo su función, sin importar qué tan compleja o pobremente entendidos sean. Asimismo, pueden ser enteramente consistentes con la concepción materialista moderna de los fenómenos naturales. Chalmers afirma que el problema de la experiencia es distinto de este conjunto, y argumenta que el problema de la experiencia «persistirá aun cuando el rendimiento de todas las funciones relevantes sea explicado».
La existencia de un «problema difícil» es controversial y ha sido discutido por algunos filósofos. La respuesta a esta pregunta podría estar en entender los roles que tienen los procesos físicos en la creación de la consciencia y el grado en que estos procesos crean nuestras cualidades subjetivas de la experiencia. Daniel Dennett estima que se trata de un pseudo-problema y Patricia Churchland afirma que la propuesta de Chalmers es poco convincente y contraproducente. Para Antonio Damasio: «La conciencia es un proceso: no se halla en un lugar concreto».
Deben ser resueltas varias preguntas sobre la consciencia para tener un entendimiento completo. Estas cuestiones incluyen, sin estar limitadas, si el ser consciente podría ser completamente descrito en términos físicos, como la adición de procesos neuronales en el cerebro. Si la consciencia no puede ser explicada exclusivamente por eventos físicos, debe trascender las capacidades de los sistemas físicos y requiere una explicación de medios metafísicos. Para los filósofos que afirman que la consciencia es metafísica en la naturaleza, permanece la cuestión sobre qué se requiere para explicar la consciencia.

## Formulación del problema

### Formulación de Chalmers
Al referirse al Problema de la Consciencia, Chalmers escribió:
Es innegable que algunos organismos son sujetos de experiencia. Pero la pregunta de cómo es que estos sistemas lo son es confusa. ¿Por qué cuando nuestros sistemas cognitivos se enganchan en información visual y auditiva, tenemos una experiencia visual o auditiva? ¿Cómo podemos explicar por qué hay algo como una imagen mental? Es muy creído que la experiencia surge del ambiente físico, pero no tenemos una buena explicación de por qué o cómo surge. ¿Por qué algún proceso físico da origen a una vida interior tan rica? Parece poco razonable que debiera ser así y sin embargo lo es.
Existen autores anteriores a Chalmers como de Thomas Nagel (1974), Frank Jackson (1982) y John Searle (1996) que consideraron a la conciencia como «el problema más difícil».

### Problemas fáciles
Chalmers contrasta el Problema Difícil con una serie de Problemas Fáciles que presenta la consciencia. (Él enfatiza que algo que tienen los problemas fáciles en común es que todos representan una habilidad o el rendimiento de alguna función o comportamiento). 
- La habilidad de discriminar, categorizar y reaccionar a estímulos ambientales
- La integración de la información por un sistema cognitivo
- Los estados mentales
- La habilidad de un sistema de acceder a sus propios estados internos
- El enfoque de atención
- El control deliberado del comportamiento
- La diferencia entre estar despierto y dormido.

### Otras formulaciones
Varias formaciones del «problema difícil»:
- «¿Cómo es que algunos organismos están sujetos a la experiencia?»
- «¿Por qué existe la consciencia de la información sensitiva?»
- «¿Por qué existen los qualia?»
- «¿Por qué hay un compuesto subjetivo en la experiencia?»
- «¿Por qué no somos zombies psicológicos?»

James Trefil sugiere que «es la única cuestión de la ciencia que ni siquiera sabemos cómo formular».

### Antecedentes históricos
El problema difícil tiene antecedentes académicos anteriores a los de Chalmers.
Gottfried Leibniz escribió como ejemplo:
Por otra parte, hay que confesar que la percepción, y lo que depende de ello, es inexplicable por razones mecánicas, es decir, por medio de figuras y movimientos. Y suponiendo que existiera una máquina construida para pensar, sentir y tener una percepción, debe ser de gran tamaño y mantener las mismas proporciones, de modo que uno pueda entrar en ella como en un molino. Estableciendo eso, deberíamos, al analizar su interior, encontrar sólo partes que trabajan una sobre otra y nunca algo que explique la percepción.
También es conocido como la «brecha de Leibniz».
Isaac Newton escribió en una carta a Henry Oldenburg:
No es sencillo determinar por qué modos o acciones la luz produce en nuestras mentes el fantasma del color.
Thomas Henry Huxley subrayó:
Cómo es que algo tan notorio como el estado de consciencia surge del resultado de irritar el tejido nervioso es tan inexplicable como la aparición del genio cuando Aladino frota su lámpara.

## Respuestas

### Intentos científicos
Ha habido varios intentos científicos para explicar los aspectos subjetivos de la consciencia, los cuales han sido relacionados al problema de la unión en la neurociencia. Muchos teóricos eminentes, incluyendo a Francis Crick y Roger Penrose, han trabajado en este campo. Sin embargo, no es claro si estas teorías resuelven el problema difícil. La filósofa del materialismo eliminativo Patricia Smith Churchland ha remarcado sobre las teorías de Penrose que el «polvo de hadas en la sinapsis es casi tan poderoso y explicativo como la coherencia cuántica en los microtúbulos».

### La consciencia es fundamental o elusiva
Algunos filósofos, incluyendo a David Chalmers y  Alfred North Whitehead, argumentan que la experiencia consciente es fundamental en el universo, una forma de pampsiquismo. Chalmers argumenta que una «vida interior con tal riqueza subjetiva » no es lógicamente reducible a las propiedades de procesos físicos. Él declara que la consciencia debe ser descrita usando medios metafísicos. Esta descripción involucra un ingrediente fundamental capaz de clarificar los fenómenos que no han sido descritos con medios físicos. El uso de esta propiedad fundamental, Chalmers sugiere, es necesario para explicar ciertas funciones del mundo, como la masa y el tiempo, y para explicar los principios fundamentales en la naturaleza.
Thomas Nagel ha postulado que las experiencias son esencialmente subjetivas (accesibles solo al individuo que las tiene), mientras que los estados físicos son esencialmente objetivos (accesibles a múltiplos individuos). Así que en esta etapa, no tenemos idea de lo que podría significar decir que un estado esencialmente subjetivo sea un estado esencialmente no subjetivo. En otras palabras, no tenemos idea de lo que es realmente el relativismo.
El «nuevo misterianismo», como el de Colin McGinn, propone que la mente humana no será capaz de explicar a la consciencia en su forma actual.

### Cuentas deflacionistas
Algunos filósofos, como Daniel Dennett, Stanislas Dehaene y Peter Hacker, se oponen a la idea de que exista un problema difícil. Estos teóricos sugieren que una vez que lleguemos a entender lo que es la consciencia, nos daremos cuenta que el problema difícil es irreal. Por ejemplo, Dennett dice que el llamado problema difícil será resuelto en el proceso de responder los fáciles. En contraste con Chalmers, él argumenta que la consciencia no es una función fundamental del universo y que eventualmente será explicada completamente por fenómenos naturales. En vez de involucrar cosas metafísicas, él dice que la consciencia apenas juega con las personas para que parezca metafísica, en otras palabras, simplemente parece que requiere funciones metafísicas para dar cuenta de sus poderes. De este modo, Dennett compara la consciencia con la magia de escenario y su capacidad de crear ilusiones extraordinarias.
Para mostrar cómo las personas pueden ser engañadas comúnmente al exagerar los poderes de la consciencia, Dennett describe un fenómeno normal llamado la «ceguera de cambio», como un proceso visual que involucra la falla al detectar cambios en una serie de imágenes cambiantes. Él usa este concepto para argumentar que la sobreestimación del procesamiento visual del cerebro implica que la concepción de nuestra consciencia no es tan penetrante como hacemos que sea. Él dice que este error de hacer a la consciencia más misteriosa de lo que realmente es podría confundirnos en el desarrollo de una teoría explicatoria efectiva. Los críticos como Galen Strawson responden que, en el caso de la consciencia, incluso una experiencia errónea retiene la parte esencial de la consciencia que necesita ser explicada.
Para dirigirse a la pregunta del problema difícil o cómo y por qué los procesos físicos dan origen a la experiencia, Dennett declara que el fenómeno de tener experiencias no es nada más que el desempeño de las funciones del comportamiento, el cual también puede ser referido a una serie de problemas fáciles de la consciencia. Él dice que la consciencia en sí misma es guiada simplemente por estas funciones y que quitarlas quitaría alguna habilidad de identificar los pensamientos, sentimientos y consciencia juntos. Así que, diferente a Chalmers y otros dualistas, Dennett dice que los problemas fáciles y el problema difícil no pueden ser separados. Para él, el problema difícil de la experiencia está entre los problemas fáciles y por lo tanto, solo pueden ser explicados juntos como una sola unidad.
El argumento de Dehaene tiene similitudes con aquellos de Dennett. Dice que los «problemas fáciles» de Chalmers son, de hecho, el problema difícil y que los problemas difíciles están basados solo en intuiciones que están cambiando continuamente mientras el entendimiento evoluciona. «Una vez que nuestras intuiciones son educadas... el problema difícil de Chalmers se evaporará» y «la qualia... será vista como una idea peculiar de la era pre-científica, como el vitalismo... la ciencia de la consciencia se comerá al problema difícil hasta que desaparezca».
Como Dennett, Peter Hacker argumenta que el problema difícil es fundamentalmente incoherente y que el «estudio actual de la consciencia es literalmente una pérdida total de tiempo»:
«Todo el esfuerzo de la comunidad de estudios de la consciencia es absurdo. Ellos no entienden la naturaleza de la consciencia. La concepción de la consciencia que tienen es incoherente. Las cuestiones que ellos preguntan no tienen sentido. Tienen que retroceder y comenzar de nuevo».
Críticos del enfoque de Dennett, como David Chalmers y  Thomas Nagel, inferían que el argumento de Dennett no incluye el punto que elimina por completo el aspecto subjetivo. Esto ha llevado a detractores a referirse al libro de Dannet La Consciencia Explicada como la Consciencia Ignorada.
Glenn Carruthers y Elizabeth Schier dicen que los argumentos principales de la existencia del problema difícil son sólo persuasivos si uno asume que la «consciencia debe ser independiente de la estructura y función de los estados mentales». Los autores sugieren que «en vez de dejar que nuestras conclusiones en experimentos de pensamiento guíen nuestras teorías de la consciencia, deberíamos dejar que nuestras teorías de la consciencia guíen nuestras conclusiones de los experimentos de pensamiento». Contrario a esta línea de argumento, Chalmers dice: «Algunos quizá nieguen la posibilidad de los zombies para hacer que surja alguna teoría correcta, pero la justificación de dichas teorías estaría en la cuestión de la posibilidad, en vez de ser al revés».: 96 
Un aspecto de deflación notable son las teorías de orden superior de pensamiento de la consciencia. Peter Carruthers discute los «conceptos recognicionales de la experiencia», que son «una capacidad de reconocer un tipo de experiencia cuando sucede en la vida mental de uno» y sugiere que esta capacidad no depende de la qualia. Aunque los argumentos más comunes contra la deflación y el materialismo eliminativo son el argumento de la qualia y que las experiencias conscientes son irreducibles a estados físicos, la objeción dice que una y la misma realidad pueden parecer ser diferentes y que la diferencia numérica de estas maneras es consistente con un modo unitario de existencia de la realidad. Los críticos del enfoque deflacionario objetan que la qualia es un caso donde una sola realidad no puede tener múltiples apariencias. Como John Searle señala: «donde se refiere a la consciencia, la existencia de la apariencia es la realidad».
Massimo Pigliucci se aleja asimismo del eliminativismo, pero insiste que el problema difícil es erróneo y el resultado de un «error categórico»:
Claro que una explicación no es lo mismo que una experiencia pero eso es porque las dos son categorías completamente independientes, como los colores y los triángulos. Es obvio que no puede experimentar lo que es ser tú, pero puede tener una explicación potencialmente completa de cómo y por qué es posible ser tú.